# Ô rô hoa trắng
Ô rô hoa trắng (ô rô biển hay ô rô hoa nhỏ), tên khoa học Acanthus ebracteatus, là một loài thực vật có hoa trong họ Ô rô. Loài này được Vahl miêu tả khoa học đầu tiên năm 1791.

## Hình ảnh

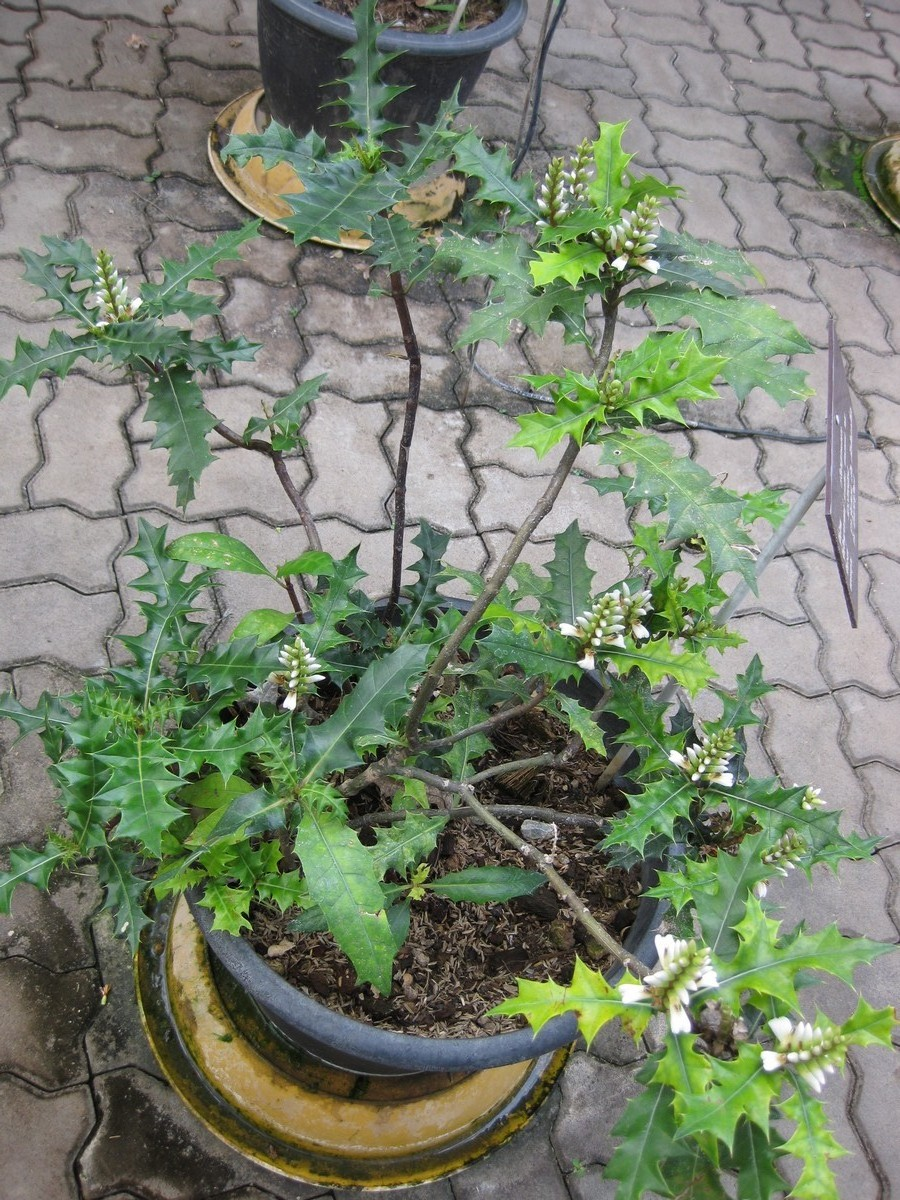
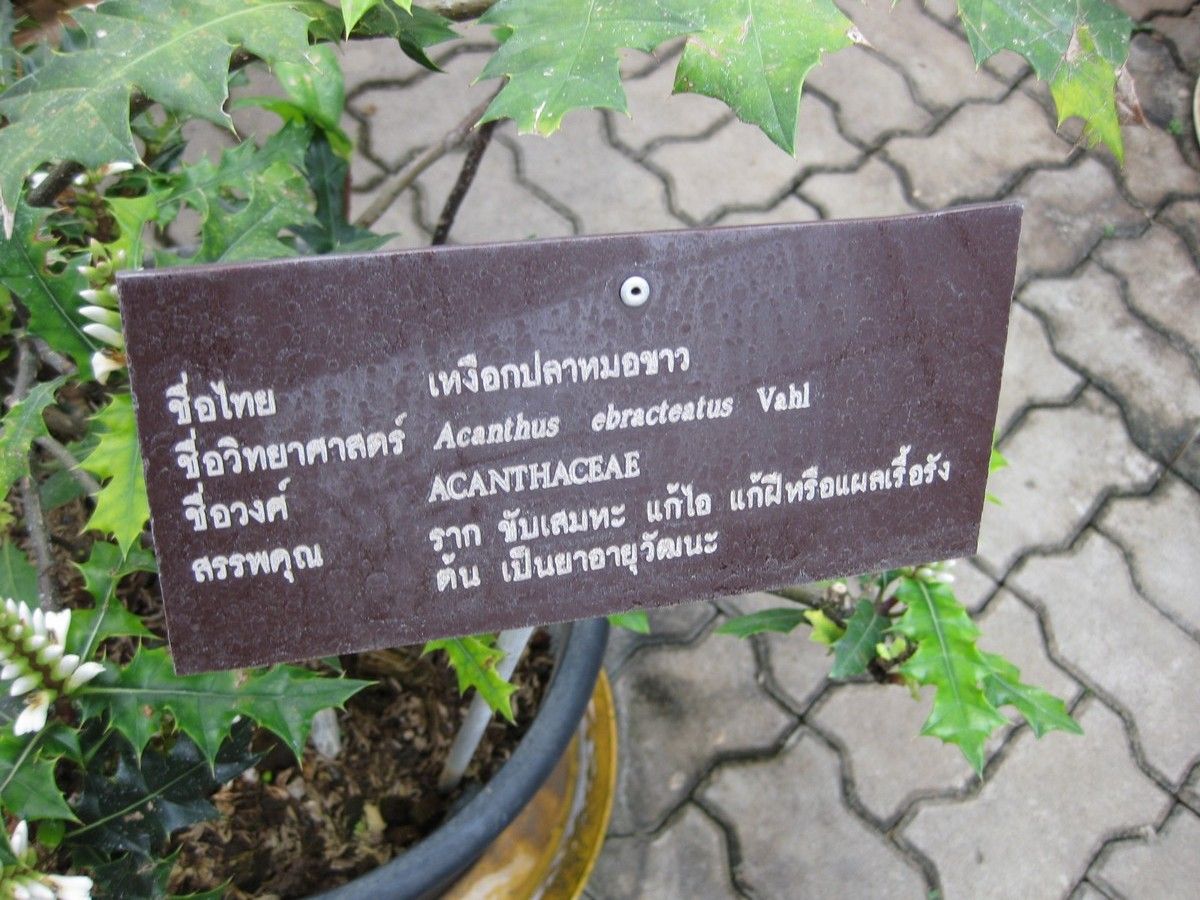